# Christian Otto Mohr
Christian Otto Mohr (8. října 1835 Wesselburen, Holštýnsko – 2. října 1918 Drážďany) byl německý stavební inženýr, který se zapsal do historie pracemi o pevnosti hornin a přispěl k rozvoji strukturní geologie. Patří mezi jednoho z nejvíce oslavovaných inženýrů 19. století.

## Začátek kariéry
Mohr se narodil jako syn statkáře. Na odborná studia chodil do Hannoveru na místní univerzitu. Již v roce 1855 začal pracovat na stavbě železnic pro státní podnik v Hannoveru a Oldenburgu, kdy navrhoval některé z mostů a ocelových konstrukcí.
Již během těchto prací se Mohr začínal zajímat o teoretickou stránku pevnosti materiálů a v roce 1867 se stal profesorem stuttgartské polytechniky. Následně pak v roce 1873 zastával obdobnou pozici v Drážďanech. Jako vyučující byl velmi oblíben mezi studenty.
Mezi největší Mohrovy přínosy patří objevení způsobu, jak graficky vyjádřit tlak ve třech rozměrech dříve navržený Carlem Culmannem. Tento objev se uskutečnil roku 1882 a v geologii je znám pod označením Mohrova kružnice.
Od roku 1900 žil na penzi v Drážďanech, kde také zemřel.